# سلیب فیکوه، بوتسوانا

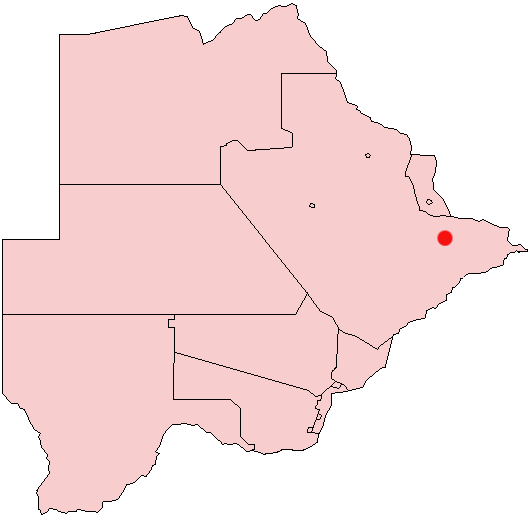
سلیب فیکوه، بوتسوانا

سلیب فیکوه (به انگلیسی: Selibe Phikwe) شهری در ناحیهٔ مرکزی کشور بوتسوانا است که در سال ۲۰۰۰ میلادی ۴۹٬۸۴۹ نفر جمعیت داشته که از این تعداد، ۲۴٬۳۳۴ نفر مرد و ۲۵٬۵۱۵ نفر زن بوده‌اند.